# Iridomyrmex gibbus
Iridomyrmex gibbus es una especie de hormiga del género Iridomyrmex, subfamilia Dolichoderinae. Fue descrita científicamente por Heterick & Shattuck en 2011.
Se distribuye por Australia. Se ha encontrado en zonas y áreas donde reposan barcazas.